# Acrolophus numidia
Acrolophus numidia är en fjärilsart som beskrevs av Druce 1901. Acrolophus numidia ingår i släktet Acrolophus och familjen Acrolophidae. Inga underarter finns listade i Catalogue of Life.